# 恭喜发财 (刘德华歌曲)
《恭喜发财》是香港艺人刘德华于2005年1月14日发表的一首國語流行音樂，主題是春节贺岁歌曲。歌曲由刘德华與台灣音樂製作人李安修共同作詞，陳德建作曲。该歌曲在2005年中国中央电视台春节联欢晚会上演唱后在中国大陆传唱，被媒体评为“年度最佳拜年歌”。该曲在普通話地區有高知名度，但在粵語地區的知名度遠遠不及其他粵語賀年曲。

## 背景、制作与特色
刘德华表示《恭喜发财》供歌迷免费通过各家电信公司的音乐下载平台及网站下载，2005年1月17日在台湾、香港及中国大陆各家电台联合播出。
在歌曲中，刘德华向青年、儿童、长者、商人等各类人群送去祝福。这些祝福与他自身信仰佛教有关，他期望通过自己的歌曲为人们祈福、求财。《恭喜发财》歌词中的“最好的请过来，不好的请走开”，以借此让大家开心过年，并祝福全世界希望不要发生悲伤的事情。而另一句歌词“明天呀我们更厉害，我祝在世界的舞台，跑得比那黑人更快”，以此影射“亚洲飞人”刘翔。刘德华表示，“在写词这天，看见了低调又努力的运动员刘翔，觉得他可以在黑人的世界烧把火，会更努力跑下去，这种一心一意为体育运动的精神十分可嘉”。
该歌曲的MV在北京拍摄，背景由一位水墨画大师创作的水墨画为基础，辅以电脑动画制作。在MV中，刘德华化身财神环游世界四处拜年。

## 现场演唱
刘德华于2005年1月19日的香港第二十七屆十大中文金曲颁奖典礼现场演唱了该曲。之后于2月8日晚直播的2005年中国中央电视台春节联欢晚会现场演唱。在演唱时，他与南方舞狮一起表演，还与高科技智能机器人一起配合演出。
在2021年2月11日直播的2021年中央广播电视总台春节联欢晚会上，刘德华在节目《牛起來》中，以“云录制”的形式演唱了该曲，是继2005年春晚后时隔16年再度演唱。

## 影响
《恭喜发财》推出后，受到全球普通話地区欢迎，并拥有较高知名度，时至今日仍为全球华人欢庆拜年的热门歌曲。每逢春节期间，商场、超市会频繁使用《恭喜发财》作为背景音乐。根据百度指数，2011年起，“刘德华恭喜发财”关键词的搜索指数每年都会在春节前后达到高位。不過此國語賀年歌在粵語地區的知名度遠遠不及其他粵語賀年曲。

## 奖项
| 年份   | 單位                         | 獎項         | 結果 |
| ------ | ---------------------------- | ------------ | ---- |
| 2005年 | “我最喜爱的春晚节目”评选活动 | 歌舞类三等奖 | 獲獎 |

## 改编版本
该歌曲走红后，刘德华亦与其他歌手合作，将歌曲进行改编重新演绎。
2007年，刘德华推出全新编曲版的《恭喜发财大吉祥》，整首歌的编曲采用阿卡贝拉方式（真人的声音）模拟出来。歌词和2005年原版相同，只是编曲不采用真实乐器，以阿卡贝拉纯人声模式演奏。
2008年，刘德华和自己制造的“儿子”布偶Andox（安逗）和黑仔，联手合唱《恭喜发财》，并混入《贺新年》和两手粤语贺年歌《财神到》、《欢乐年年》作为组曲，取名为《恭喜发财之一家人》，并收录在2008年2月1日发行的《刘德华 Andy Lau Wonderful World 2007香港现场演唱会Live CD》里。。
2016年上映的电影《賭城風雲III》主题曲《恭喜发财2016》即改编自此曲，由刘德华、李宇春演唱。此版本将原版的“恭喜发财”加上了饶舌拜年及炫酷旋律，兼备流行音乐曲风与民族特色的风格。
2018年，刘德华重新改編舊作，在保留副歌旋律的基础上创作了新词，发表改编版本《恭喜發財五福來》，以表達自己在家庭、生活、友情等各方面都感到滿足。
2020年，刘德华与王宝强、刘昊然合作，推出改编版本《恭喜发财2020》，作为电影《唐人街探案3》的拜年送福曲。此版本贴近当下的生活现状及经济元素。
此外，2021年上映的春节档电影《人潮汹涌》推广曲《新的一年》中，融入了《恭喜发财》的旋律。
2024年1月底，来自湖北省博物馆编钟乐团的数位演奏者用复制件编钟演绎《恭喜发财》。